# Xylopia orinocensis
Xylopia orinocensis este o specie de plante angiosperme din genul Xylopia, familia Annonaceae, descrisă de Bagstad și David Mark Johnson. Conform Catalogue of Life specia Xylopia orinocensis nu are subspecii cunoscute.